# Partito dei Verdi d'Ucraina
Il Partito dei Verdi d'Ucraina (in ucraino: Партія зелених України - ПЗУ, trasl. Partija zelenych Ukraïny - PZU) è un partito politico ucraino di orientamento ambientalista fondato nel 1990 da alcuni attivisti dell'Associazione Ecologista Ucraina «Mondo Verde» (Українська екологічна асоціація «Зелений світ»), costituitasi nel 1987 in seguito al disastro di Černobyl'.
L'organizzazione aveva preso parte alle elezioni del 1990 all'interno del Blocco Democratico, comprendente, tra le altre formazioni, il Movimento Popolare d'Ucraina (Ruch) e il Gruppo Ucraino di Helsinki (poi Partito Repubblicano Ucraino).
Registratosi nel 1991, il partito concorse alle elezioni parlamentari del 1994 senza conseguire alcun seggio; alle parlamentari del 1998 ottenne invece il 5,44% dei voti e 19 deputati.
Dal 2002 non ha alcuna rappresentanza alla Verchovna Rada.

## Risultati
| Elezione          | Voti      | %    | Seggi    |
| ----------------- | --------- | ---- | -------- |
| Parlamentari 1994 | 71.946    | 0,27 | 0 / 450  |
| Parlamentari 1998 | 1.444.264 | 5,44 | 19 / 450 |
| Parlamentari 2002 | 338.252   | 1,31 | 0 / 450  |
| Parlamentari 2006 | 137.858   | 0,54 | 0 / 450  |
| Parlamentari 2007 | 94.505    | 0,41 | 0 / 450  |
| Parlamentari 2012 | 70.261    | 0,35 | 0 / 450  |
| Parlamentari 2014 | 39.636    | 0,25 | 0 / 450  |
| Parlamentari 2019 | 96.659    | 0,66 | 0 / 450  |